# Tastevin

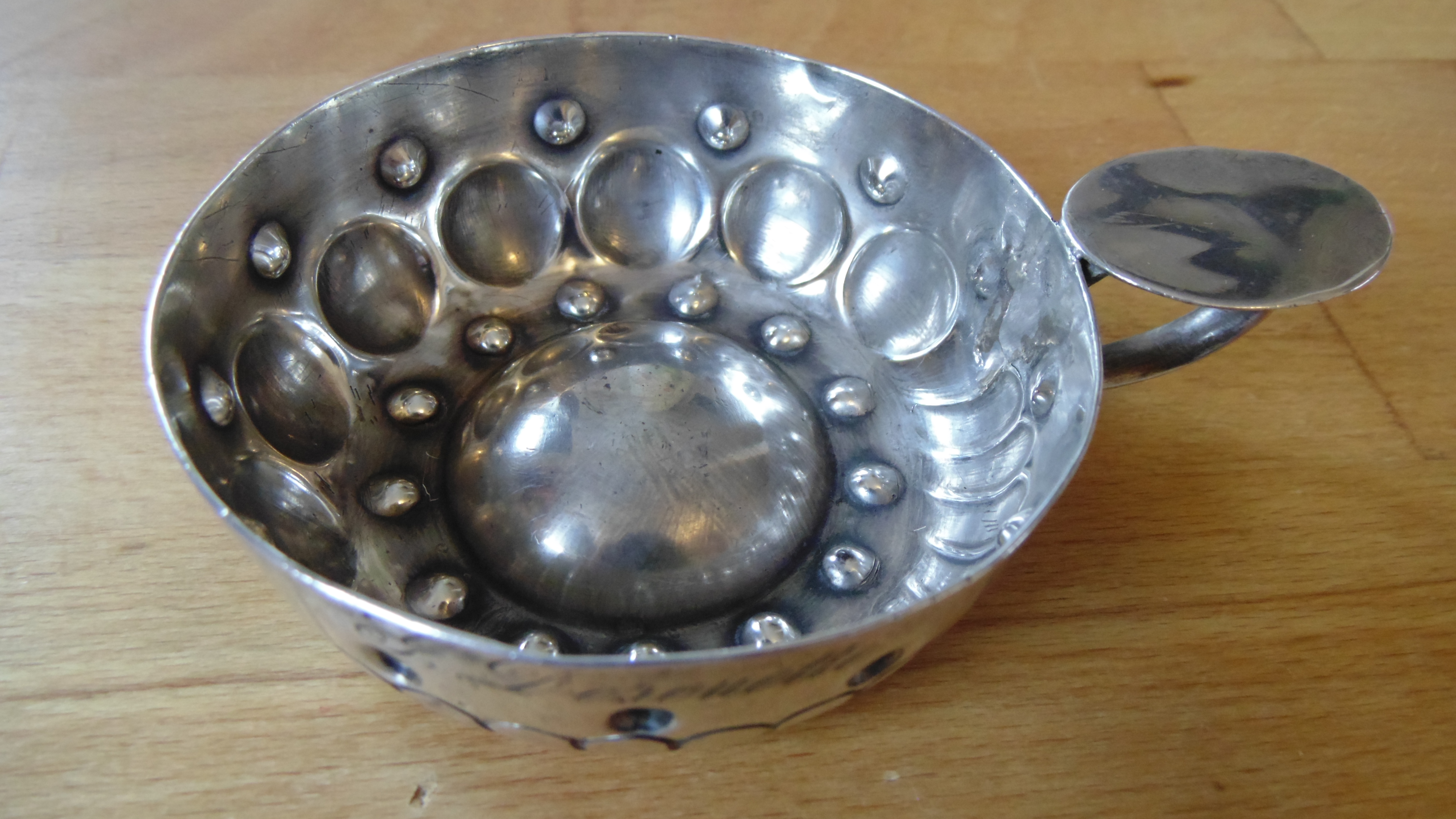
Massief zilveren tastevin

Een tastevin is een wijnproefschaaltje. Het is een verzilverd of zilveren bakje met een diameter van 7 à 10 cm.
De naam (afkomstig uit het Frans) geeft het doel van het schaaltje aan, het is een hulpmiddel om wijn te proeven. In vroeger tijd werd het schaaltje gebruikt door wijnmakers om de wijn te controleren en te proeven in verschillende stadia van het productieproces. De donkere kelders, waar de wijn lag opgeslagen, maakten het moeilijk de kleur en helderheid van de wijnen in een glas te bepalen. Het weinige licht (kaarslicht) probeerde men te versterken door de schaaltjes te voorzien van bolletjes en kuiltjes. Reflectie van licht maakte zo de beoordeling van kleur en helderheid gemakkelijker. Door wijn in het schaaltje te schenken en deze "te walsen" kwam zuurstof bij de wijn waardoor het aroma van de wijn beter te ruiken was. Ten slotte proefde men de wijn uit het schaaltje.
Bij het moderne wijnproductieproces is de tastevin niet meer in gebruik. Uit nostalgische overwegingen wordt het schaaltje nog gehanteerd door sommige sommeliers en bij wijnproeverijen. De tastevin is in de loop der tijd een sieraad en verzamelaarsobject geworden.

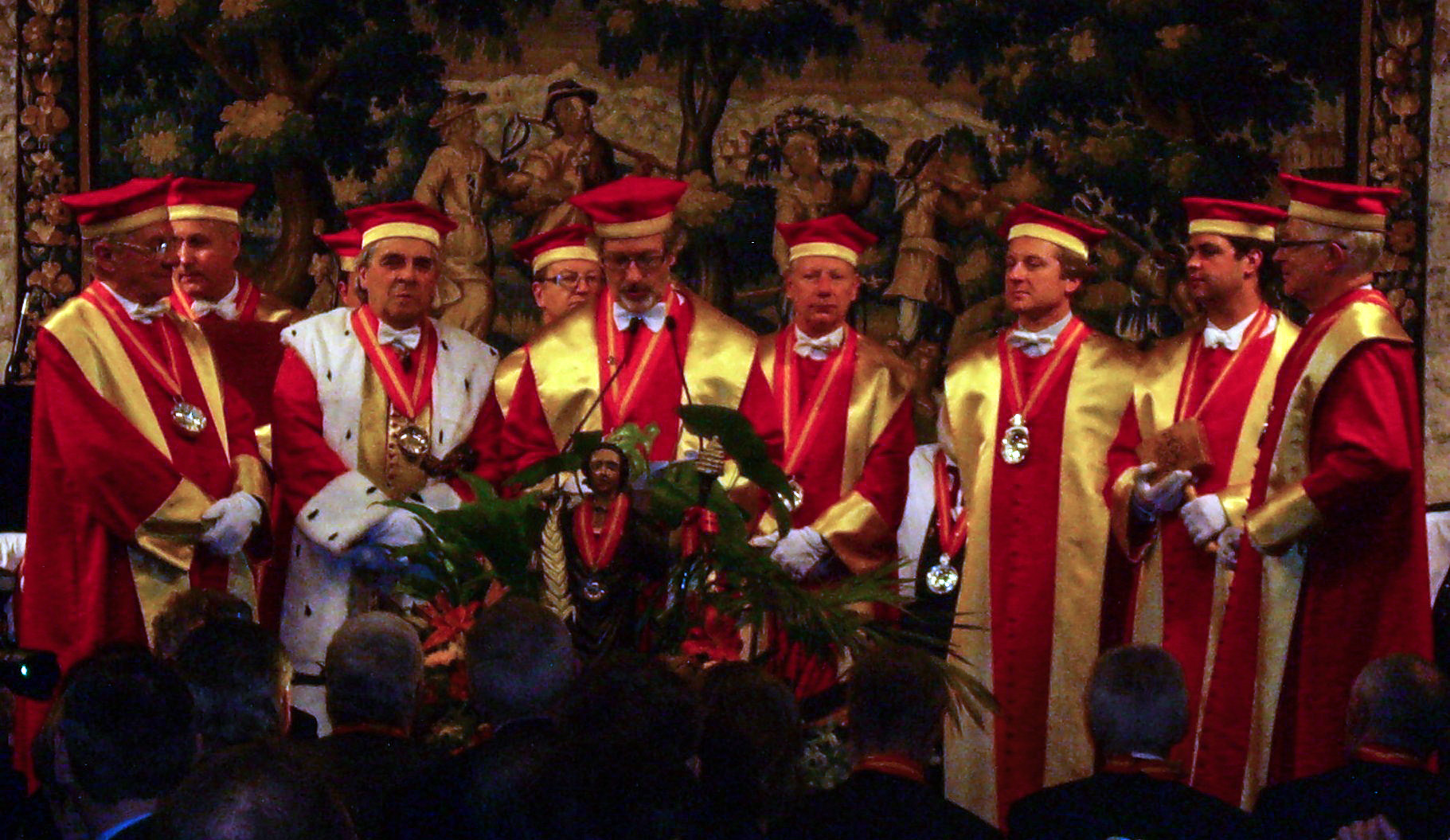
Chevaliers du Tastevin

Tastevins werden gedragen om de nek aan een ketting of aan een lint. Afhankelijk van het wijnhuis, streek of gebruik had dit lint een speciale kleur.